# Олексієнко Артем Андрійович
Арте́м Андрі́йович Олексі́єнко — український військовослужбовець, учасник російсько-української війни, що відзначився у ході російського вторгнення в Україну.

## Життєпис
Мешканець м. Христинівка Черкаської області.
Під час російського вторгнення в Україну — головний сержант, командир інженерно-саперного відділення 82 ОДШБр.
16 вересня 2024 нагороджений орденом «За мужність» III ступеня.
Загинув 1 січня 2025 року в районі с. Бондарівка Суджанського району Курської області.

## Нагороди
- Орден «За мужність» III ступеня (16 вересня 2024) — за особисту мужність, виявлену у захисті державного суверенітету та територіальної цілісності України, самовіддане виконання військового обов'язку[2]
- Орден «За мужність» II ступеня (13 березня 2025, посмертно) — за особисту мужність, виявлену у захисті державного суверенітету та територіальної цілісності України, самовіддане виконання військового обов'язку[3].